# Chaitophorus shaposhnikovi
Chaitophorus shaposhnikovi är en insektsart. Chaitophorus shaposhnikovi ingår i släktet Chaitophorus och familjen långrörsbladlöss. Inga underarter finns listade i Catalogue of Life.